# Xenopsylla dipodilli
Xenopsylla dipodilli är en loppart som beskrevs av Smit 1960. Xenopsylla dipodilli ingår i släktet Xenopsylla och familjen husloppor. Inga underarter finns listade i Catalogue of Life.